# مسجد جعفر بيدغل
مسجد جعفر بيدغل هو مسجد تاريخي يعود إلى عصر الدولة الصفوية، ويقع في أران وبيدغل.